# Samirō Yunoki
Samirō Yunoki, jap. 柚木沙弥郎,（ゆのき　さみろう, wird auch mit Sayaro Yuzuki ins Deutsche übertragen, (geboren 17. Oktober 1922 in Tokio; † 31. Januar 2024) war ein japanischer Färber und Textildesigner.

## Leben

### Berufliche Entwicklung
Yunoki studierte Kunstgeschichte an der Kaiserlichen Universität Tokio und meldete sich 1943 als Student zum Kriegsdienst.
Ab 1947 arbeitete Yunoki im Ōhara-Kunstmuseum in Kurashiki, in der Präfektur Okayama. Dort sah er einen Kalender von Keisuke Serizawa, einem Meister der japanischen Schablonenfärberei (Katazome). Yunoki war beeindruckt von den kühnen Mustern, die auf reich strukturiertes handgeschöpftes Papier gedruckt worden waren. Er schloss sich daher einer Gruppe von Kunsthandwerkern unter der Leitung von Soetsu Yanagi an, die dieses traditionelle japanische Kunsthandwerk (Mingei) wiederbeleben wollten. Zu dieser Gruppe gehörten auch die Töpfer Kanjiro Kawai, Bernard Leach und Shoji Hamada. Yunoki beschloss schließlich, sich dem Studium des Katazome zu widmen.
1950 wurde Yunoki Vollzeitdozent, 1972 Professor und von 1987 bis 1991 Präsident der Joshibijutsu Daigaku, einer privaten Kunsthochschule für Frauen in Tokio.
Yunoki illustrierte auch Bilderbücher, so etwa „Magic Words“ oder „Rain Nemo Makezu“.

### Auszeichnungen und Ausstellungen
Seit 1949 stellte Yunoki öfter bei der Kokugakai Tenrankai aus, einer Gesellschaft, die sich dem japanischen Kunsthandwerk widmet und wurde schließlich ihr Präsident. Im Jahr 2003 vertrat er die Gesellschaft bei der Eröffnungsausstellung des Baillie-Scott-Hauses in Blackwell an den Ufern des Windermere nach dessen Renovierung.
Auf der Weltausstellung 1958 in Brüssel wurde Yunoki mit dem Bronzepreis für seine Farbmuster ausgezeichnet. Der erste Kenji Miyazawa Award wurde ihm 1991 verliehen.
Yunoki stellte seine Werke in zahlreichen öffentlichen Museen Japans aus. 2013 wurde ihm im Setagaya Kunstmuseum in Tokio eine Ausstellung gewidmet. 2014 wurden seine Stoffe und Kleidungsstücke im Musée Guimet unter dem Titel „Le danse des formes“ ausgestellt, einem Museum für asiatische Kunst in Paris, wo viele seiner Werke gesammelt wurden. Die Ausstellung „SPIELEN! Samirō Yunoki life“ fand 2021 im MUSEUM in Tachikawa in der Präfektur Tokio statt und fand großen Anklang.
2021 erhielt Samirō Yunoki mit 99 Jahren zusammen mit Tsuyoshi Tane den Mainichi Designpreis.
2022 wurde Yunoki beauftragt, das Logo und die Schrift für das Ace Hotels in Kyoto zu entwerfen. Zudem stattete er alle Zimmer mit seinen Kunstwerken aus und gestaltete eine Ausstellung im Galeriebereich.